# Edward Barry
Pour les articles homonymes, voir Barry.
Alfred-Étienne-Edward Barry (1809-1879) est un archéologue et historien français.

## Biographie
Né à Avesnes le 27 mai 1809, Alfred Édouard Constant Barry est le fils de Claude François Étienne Barry, lieutenant-colonel de cavalerie, maire de Luzy-Saint-Martin, et de Marie Joseph Emilie Prisse. Il fait ses études à l'École préparatoire. En 1832, il publie sa Thèse de littérature sur les vicissitudes et les transformations populaires du cycle de Robin Hood. Dans celle-ci il s'intéresse aux variations de la littérature populaire concernant le célèbre Robin des Bois au fil des siècles. Barry participe ainsi d'un mouvement de réhabilitation du Moyen Âge, vu par les romantiques comme le temps héroïque des origines nationales. 
Il occupe un an la chaire d'histoire-géographie au collège de Lyon avant d'être nommé en 1833 à la faculté des lettres de Toulouse où il reste jusqu'en 1874. Il étudie surtout l'antiquité du sud-est de la France et publie de nombreux ouvrages et articles insérés dans des revues comme la Revue de Toulouse, la Revue archéologique… Il contribue aussi à l'Histoire générale de Languedoc. Il collectionne de nombreuses antiquités (bronzes, terres cuites…) dont une partie, essentiellement des vases étrusques, fut acquise par la ville de Toulouse en 1874 et en 1877. Après sa mort, survenue le 17 mars 1879, la ville acquiert un ensemble de poids antiques qu'il a collectionnés à partir de 1848. L'ensemble de la collection toulousaine est désormais conservée au musée Saint-Raymond. Une autre partie dont entre autres des figurines étrusques font aujourd’hui, avec d’autres pièces de sa collection, partie du musée du Louvre.

## Publications
- Manuel d'histoire naturelle, 1844
- Manuel d'histoire universelle, vol. I Histoire ancienne et romaine II Histoire du Moyen âge III Histoire moderne, Toulouse, Delsol, 1845
- Recherches historiques sur les Pélasges, 1846
- les Inscriptions du temple de Jupiter à Aesani (Asie Mineure), 1849
- les Eaux thermales de Lez à l'époque romaine, 1852
- Quelques dieux de trop dans la mythologie des Pyrénées ; le dieu Jor, le dieu Nordioso, le dieu Hercules Andossus, 1858-1864
- Manuel d'histoire naturelle, 1844
- Monographie du dieu Leherenn d'Ardiège, 1859
- Manuel d'histoire grec, 1859
- Inscriptions inédites des Pyrénées, 1863-1865
- Une inscription inédite, en vers, des Qujcii, la petite chienne Muia, 1865
- Derniers mots sur l'inscription des Qujcii, 1865